# The Albatross
Pour les articles homonymes, voir Albatross (homonymie).
Albums de Port Blue
The Airship
(2007)
The Albatross est le deuxième album du projet Port Blue de l'américain Adam Young.

## Les titres
1. In The Dolphin Tank (2:02)
2. Butterflies (1:30)
3. City of Safe Harbors (2:06)
4. Monorail (2:03)
5. The Snow Ballet (1:11)
6. Elephant Island (2:26)
7. Of Japan (1:01)
8. Into The Sea (2:22)
9. Silver Blueberry (1:18)
10. An Enchanted Evening (1:49)